# Aleksandr Potashov
Aleksandr Potashov (Unión Soviética, 12 de marzo de 1962) fue un atleta soviético, especializado en la prueba de 50 km marcha en la que llegó a ser campeón mundial en 1991.

## Carrera deportiva
En el Mundial de Tokio 1991 ganó la medalla de oro en los 50 km marcha, recorriéndolos en un tiempo de 3:53:09 segundos, llegando a meta por delante de su compatriota Andrey Perlov y del alemán Hartwig Gauder.